# 凱爾·理查茲
凱爾·伊根·理查茲（英語：Kyle Egan Richards；1969年1月11日—），美國女演員、電視名人、回憶錄作家與慈善家。她與姊姊金·理查茲同為童星演員，從小便踏入演藝圈，曾在1975年的電視劇《草原小屋》中飾演艾莉西亞·桑德森·愛德華茲（Alicia Sanderson Edwards）一角。她也曾出演多部恐怖電影，例如《幽靈追魂車》（1977年）、《活人生吞》（1977年）、《月光光心慌慌》（1978年）和《月光光新慌慌：萬聖殺》（2021年）。
此外，理查茲也在真人實境秀節目《比佛利嬌妻》中擔綱主演，至今已連續出演十三個季度，也是所有元老級演員中唯一一位留到最後的。她也是2019年起開始爆紅的網路迷因「女人吼貓」（Woman Yelling at a Cat）的主角之一。在迷因中，理查茲試圖從旁安撫激動大吼的泰勒·阿姆斯壯。

## 早年

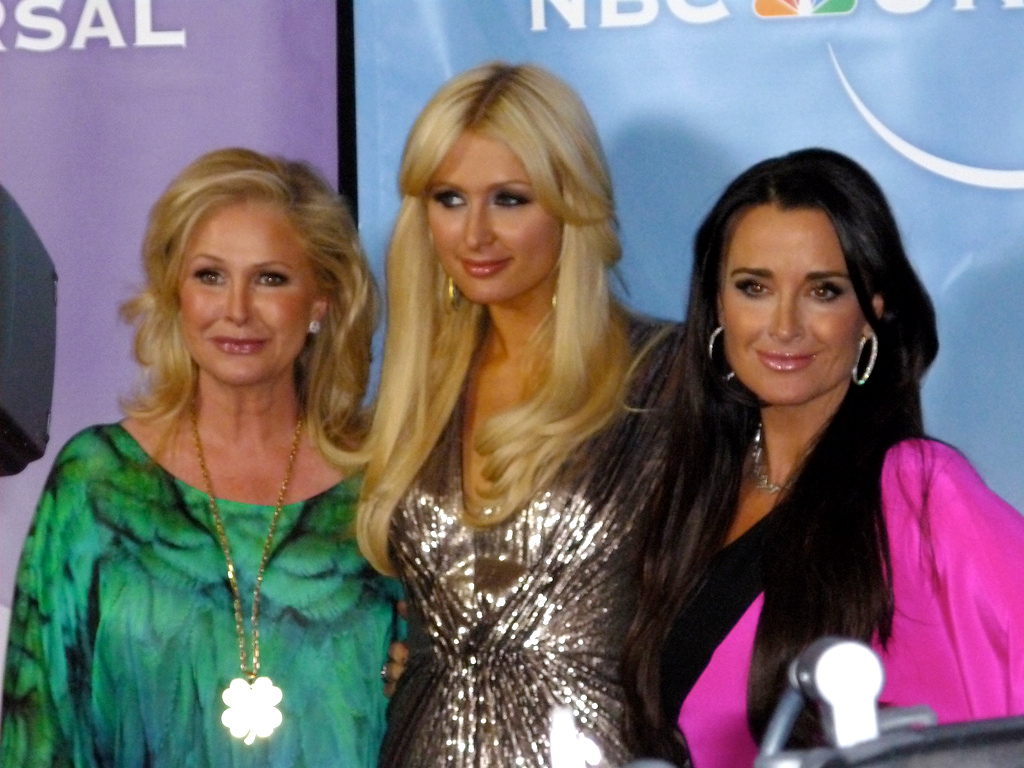
由左至右為凱爾的同母異父姐姐凱西·希爾頓、希爾頓的女兒芭黎絲·希爾頓和凱爾·理查茲本人，攝於2011年2月

凱爾·理查茲於1969年1月11日出生於好萊塢，父母是肯尼斯·埃德溫·理查茲（Kenneth Edwin Richards；1917年－1998年）和凱斯琳·瑪麗·理查茲（Kathleen Mary Richards；1938年－2002年）。凱斯琳在嫁入理查茲家族之前曾有過另一段婚姻，在那段婚姻中，凱斯琳誕下了凱西·希爾頓，因此凱西是凱爾同母異父的姊姊。而金·理查茲則是凱爾同父同母的姐姐，大了凱爾5歲。至於恰巧同姓的丹妮絲·理查茲與她們並沒有親屬關係。此外，她的父親肯尼斯也在從前的婚姻中生下了三個子女，他們則是凱爾同父異母的哥哥姊姊。在凱爾還只是個小嬰兒的時候，這些哥哥姐姐們就都已經是成年人了。
她的雙親在1972年時離婚，之後母親凱斯琳又再婚了兩次。理查茲擁有英格蘭、愛爾蘭和威爾斯血統。

## 職業生涯

### 影視相關
理查茲的童星生涯始於1974年，出道作品為電視劇《女警察》中的一個客串角色。之後，她在1975年的電視劇《草原小屋》中飾演配角艾莉西亞·桑德森·愛德華茲（Alicia Sanderson Edwards）。姊姊金·理查茲也同樣有出演《草原小屋》，但僅於第一季的其中兩集登場，而凱爾的角色則是到了第二季才登場，因此兩姊妹並未在鏡頭前共演。兩姊妹之後共同出演了1977年的恐怖電影《幽靈追魂車》，而且還是飾演一對姊妹。
之後理查茲又出演了許多電視劇，如《飛天航空》、《維加斯》、《神秘島》、《時間快車》和《卡特國》。她在1978年的恐怖電影《月光光心慌慌》中飾演琳賽·華勒斯（Lindsey Wallace）一角，與潔美·李·寇蒂斯共演，該作品後來被影迷們奉為恐怖電影中的經典之作。1980年，理查茲在電影《森林中的觀察者》中出演，她在該部電影中的表現讓她得以被提名土星獎最佳電影女配角。
成年後，理查茲也持續在各種影視作品中出演。她在醫療電視劇《急診室的春天》（2000年－2006年）中飾演護士多莉，也在外甥女芭黎絲·希爾頓主演的喜劇電影《風雲才女》（2006年）中飾演配角。她曾在許多電視劇中客串，如《CSI犯罪現場》、《第七天堂》、《城市人》、《飛越比佛利》、《愛之船：下一波浪》和《加州公路巡警》等作。
自2010年起，理查茲參與了美國精彩電視台所策劃的真人實境秀節目《比佛利嬌妻》，並在節目中擔綱主演。截至2023年，《比佛利嬌妻》仍在持續播出，理查茲也持續在節目中擔綱主演，是唯一一位仍留在節目中的元老級演員。由於在該節目中的表現出色，她在2019年被提名為全美民選獎「最佳電視實境明星」。2017年，理查茲在實境秀《新誰是接班人名人版》中作為參賽者出場，在節目中，她成功替洛杉磯兒童醫院從川崎重工手中募得25000美元。
2018年，理查茲作為派拉蒙電視網的聯合執行製作人，參與了電視劇《美國真女子》的企劃，該劇受理查茲本人的童年經歷所啟發。在2021年上映的恐怖電影《月光光新慌慌：萬聖殺》中，理查茲回歸飾演琳賽·華勒斯一角，這是童星時期的她曾在《月光光心慌慌》中飾演過的角色。《月光光新慌慌：萬聖殺》的劇情接在《月光光新慌慌》之後，理查茲飾演40年後長大成人的琳賽·華勒斯。該片是2021年度全球票房第二賣座的恐怖電影（僅次於《噤界II》）。理查茲在電影中的表現也獲得了影迷的讚美，並獲得2022年MTV影視大獎最佳嚇破膽演出提名。
理查茲在2021年11月16日開播的真人實境秀《嬌妻全明星季》中作為主演登場，這是一部由嬌妻系列多名演員聯合主演的衍生電視劇。理查茲也在孔雀原創的2021年聖誕電影《北極嬌妻》中飾演一位聖誕皇后崔許（Trish），她與另一位聖誕皇后（貝斯蒂·布蘭特飾）每年都參加聖誕裝飾比賽，但兩人卻在聖誕節前幾天發生了爭執。
2022年，理查茲第二次獲得全美民選獎「最佳電視實境明星」提名。

### 時尚界
2014年2月25日，理查茲在購物網站家庭購物電視網上推出了一系列的個人風格服裝。2019年9月8日，理查茲與莎希達·克萊頓（Shahida Clayton）在紐約時裝週上以「凱爾+莎希達」（Kyle + Shahida）名義發表了她們的新系列服裝。
她同時也是連鎖精品店「Kyle by Alene Too」的店主。

### 回憶錄
理查茲親筆寫下的回憶錄《Life Is Not a Reality Show: Keeping It Real with the Housewife Who Does It All》於2011年12月27日出版。她在書中寫下她對於人際關係、家庭和美容保養的秘訣。

## 個人生活

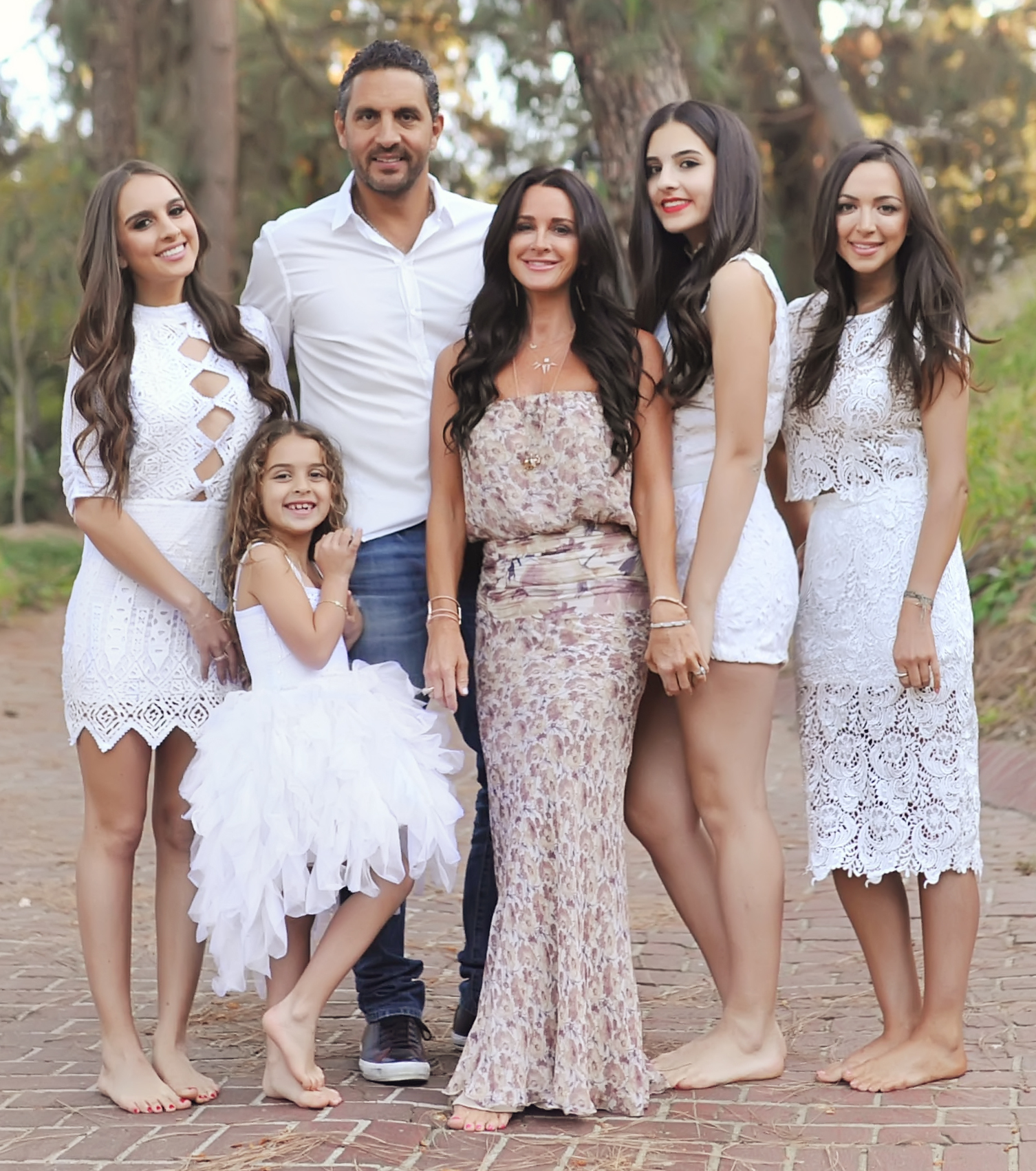
凱爾·理查茲與她的丈夫毛里西奧，四個女兒法拉、艾莉西亞、蘇菲亞和波蒂亞的家庭合影

凱爾曾在青少年時期與同為童星演員的C·湯瑪斯·哈威爾交往過。1988年，18歲的凱爾·理查茲嫁給了印尼籍的古瑞許·歐加費瑞（Guraish Aldjufrie），當時她已懷有身孕，同一年她生下了大女兒法拉（Farrah）。兩人之後在1990年離婚。
1994年，理查茲結識了她的第二任丈夫毛里西奧·烏曼斯基（Mauricio Umansky），烏曼斯基是一位洛杉磯房地產經紀人，出身自墨西哥，擁有俄國、土耳其和希臘猶太裔血統。兩人於1996年1月20日結婚。與初次婚姻相同，當時理查茲已懷有四個月的身孕，她在6月18日生下了二女兒艾莉西亞（Alexia）。之後兩夫妻又生下了三女兒蘇菲亞（Sophia，2000年出生）和小女兒波蒂亞（Portia，2008年出生）。在她嫁給烏曼斯基之後，她也皈依到猶太教正統派。烏曼斯基的母親，性治療師與心理學家艾絲黛拉·斯耐德之後也乘著媳婦的名氣而登上《比佛利嬌妻》節目，成為了一位電視名人。
理查茲與家人現今定居在洛杉磯貝萊爾。2023年7月3日，《時人》雜誌報導理查茲與丈夫正在分居，此時兩人已維持了27年的穩定婚姻。兩夫妻隨後發表了一份聯合聲明，否認他們有離婚的打算，但承認兩人的婚姻確實是處於一個艱困的時期。
理查茲和丈夫被共同列在洛杉磯兒童醫院的「第一家庭」名單上，這意味著他們至少捐了10萬美元給這家醫院。此外，她也曾在2013年為洛杉磯兒童醫院發起募款。

## 影視作品列表

### 電影與電視劇
| 年份       | 作品                                           | 角色                                                                 | 備註                                                               |
| ---------- | ---------------------------------------------- | -------------------------------------------------------------------- | ------------------------------------------------------------------ |
| 1974       | 女警察                                         | 茱莉 Julie                                                           | 登場於第一季第12集〈The Cradle Robbers〉                           |
| 1975       | 巫山大逃亡                                     | 「年輕的」蒂亞·馬龍 Young Tia Malone                                 | 姊姊金·理查茲飾演同一個角色的「年長」版本                          |
| 1975－1982 | 草原小屋                                       | 艾莉西亞·桑德森·愛德華茲／薩曼莎 Alicia Sanderson Edwards / Samantha | 共登場19集                                                         |
| 1976－1978 | 警察故事                                       | 薇琪·喬·維羅／香農／南斯 Viki Jo Vero / Shannon / Nance              | 共登場3集                                                          |
| 1976       | 活人生吞                                       | 安吉 Angie                                                           |                                                                    |
| 1977       | A Circle of Children                           | 莎拉 Sarah                                                           | 電視電影                                                           |
| 1977       | 幽靈追魂車                                     | 黛比 Debbie                                                          | 與金·理查茲共演                                                    |
| 1977       | The Father Knows Best Reunion                  | 艾倫 Ellen                                                           | 電視電影                                                           |
| 1977       | Father Knows Best: Home for Christmas          | 艾倫 Ellen                                                           | 電視電影                                                           |
| 1978       | 月光光心慌慌                                   | 琳賽·華勒斯 Lindsey Wallace                                          |                                                                    |
| 1978       | 彩色世界                                       | 娜歐蜜 Naomi                                                         | 登場於第二十一季第1、2集〈The Million Dollar Dixie Deliverance〉   |
| 1978       | 飛天航空                                       | 凱蒂 Katie                                                           | 登場於第0集〈The Vanishing Point〉                                 |
| 1979       | 維加斯                                         | 茱莉·崔維斯 Julie Travis                                             | 登場於第一季第14集〈Kill Dan Tanna!〉                              |
| 1979       | 神秘島                                         | 蕾貝卡 Rebecca                                                       | 登場於第二季第23集〈Cornelius and Alfonse/The Choice〉             |
| 1979       | 時間快車                                       |                                                                      | 登場於第3集〈Rodeo/Cop〉                                           |
| 1979       | 卡特國                                         | 傑里 Gerry                                                           | 共登場4集                                                          |
| 1979       | Friendships, Secrets, and Lies                 | 莉薇亞 Livia                                                         | 電視電影                                                           |
| 1980       | Once Upon a Family                             | 麗茲·德默堅 Liz Demerjian                                            | 電視電影                                                           |
| 1980       | 森林中的觀察者                                 | 埃莉·柯蒂斯 Ellie Curtis                                             | 獲提名土星獎最佳電影女配角                                         |
| 1980       | Beulah Land                                    | 年輕的莎拉 Young Sarah                                               | 迷你電視劇                                                         |
| 1981       | 有形牛仔                                       | 伊澤貝爾 Isobel                                                      | 登場於改編電視劇第1集〈Pilot〉                                     |
| 1981       | 月光光心慌慌2                                  | 琳賽·華勒斯 Lindsey Wallace                                          | 並未真正出演，而是將第一集拍攝好的鏡頭剪接後放入                   |
| 1982       | This is Kate Bennett...                        | 珍妮佛·貝內特 Jennifer Bennett                                       | 電視電影                                                           |
| 1982       | 加州公路巡警                                   | 喬迪 Jodi                                                            | 登場於第六季第3集〈The Spaceman Made Me Do It〉                    |
| 1984－1987 | 腳踏實地                                       | 伊莉莎白·「莉西」·普雷斯頓 Elizabeth 'Lissy' Preston                 | 全106集皆有登場                                                    |
| 1989       | 宵禁                                           | 史蒂芬妮·達文波特 Stephanie Davenport                                | 主演                                                               |
| 1990       | Escape                                         | 莉迪亞 Lydia                                                         |                                                                    |
| 1998       | 尼克·弗雷諾：認證教師                          |                                                                      | 登場於第二季第20集〈Model Citizen〉                                |
| 1998       | 愛之船：下一波浪                               | 陰險的女人                                                           | 登場於第二季第3集〈Captains Courageous〉                           |
| 1998－2006 | 急診室的春天                                   | 多莉·克恩斯護士 Nurse Dori Kerns                                     | 共登場21集                                                         |
| 1999       | 飛越比佛利                                     | 安娜·墨菲 Anna Murphy                                                | 登場於第九季第18集〈Bobbi Dearest〉                                |
| 1999       | 城市人                                         | 凱特 Kate                                                            | 登場於第三季第20集〈Miracle on 134th Street and Lexington Avenue〉 |
| 2003       | 第七天堂                                       | 麥特的病人 Matt's Patient                                            | 登場於第七季第21集〈Life and Death: Part 1〉                       |
| 2006       | 風雲才女                                       | 麗莎 Lisa                                                            |                                                                    |
| 2011       | Deadly Sibling Rivalry                         | 翠西亞 Tricia                                                        | 電視電影                                                           |
| 2012       | CSI犯罪現場                                    | 楊太太 Ms. Young                                                     | 登場於第十三季第5集〈Play Dead〉                                   |
| 2013       | 我們的日子                                     | 凱西·麥格勞 Casey McGraw                                             | 共登場3集                                                          |
| 2014       | 醉餓遊戲                                       | 海瑟 Heather                                                         |                                                                    |
| 2021       | 王子殿下                                       | 凱爾·理查茲                                                          | 配音；登場於第4集〈比佛利山〉                                      |
| 2021       | 月光光新慌慌：萬聖殺                           | 琳賽·華勒斯 Lindsey Wallace                                          |                                                                    |
| 2021       | 北極嬌妻 The Real Housewives of the North Pole | 崔許 Trish                                                           | 主演 孔雀原創電影                                                  |
| 2022       | 月光光新慌慌：萬聖結                           | 琳賽·華勒斯 Lindsey Wallace                                          |                                                                    |
| 2023       | 追愛總動員之相愛百分百                         | 米西·莫里茨 Missy Moritz                                             |                                                                    |
| 2023       | The Holiday Exchange                           | 洛拉·威廉斯 Lola Williams                                            |                                                                    |

### 真人實境秀與綜藝節目
| 年份       | 節目                                  | 備註 |
| ---------- | ------------------------------------- | --- |
| 2003       | 拜金女新體驗                          | 多次登場 與金·理查茲共演 |
| 2010年至今 | 比佛利嬌妻                            | 第一季至第十三季皆為主演 與金·理查茲共演                                                                                          |
| 2013       | 凡德龐店規                            | 登場於第二季第1集〈Tooth or Consequences〉                                                                                        |
| 2013       | 整人阿嬤                              | 登場於第二季第8集 |
| 2013、2022 | 對台詞                                | 登場於第九季第4集〈Kyle Richards〉和第十八季第10集〈Kyle Richards 2〉                                                             |
| 2014       | The Doctors                           | 登場於〈Compulsive Behaviors Triggered by Medication?/Reality Star Reveals Secret Health Struggle/Dangers of Prescription Drugs〉 |
| 2015       | 閨蜜離婚指南                          | 登場於第二季第1集〈Rule No. 58: Avoid the Douchemobile〉                                                                          |
| 2015－2016 | FABLife                               | 共登場3集 |
| 2016、2021 | 與卡戴珊一家同行                      | 登場於第十二季第19集〈Lord of the Cougars〉和第二十季第7集〈The End of An Era〉                                                   |
| 2017       | 新誰是接班人名人版                    | 參賽者 |
| 2019       | 匹配遊戲                              | 登場於〈Horatio Sanz/Sherri Shepherd/Thomas Lennon/Ellie Kemper/Kenan Thompson/Kyle Richards〉                                    |
| 2020       | Barkitecture                          | 登場於〈Kyle Richards: Real Housedogs of Beverly Hills〉                                                                          |
| 2020       | 這就是芭黎絲                          | 芭黎絲·希爾頓紀錄片 |
| 2020       | 名人家庭問答                          | 登場於〈Andy Cohen vs. Real Housewives of Beverly Hills and Kevin Nealon vs. Drew Carey〉                                         |
| 2021       | For Real: The Story of Reality TV     | 登場於〈How the Other Half Lives〉                                                                                                |
| 2021       | 嬌妻全明星季                          | 第一季主演 |
| 2022       | 比佛利山豪宅經紀 Buying Beverly Hills | 登場於〈Who's Coming With Me?〉                                                                                                   |

### MV
| 年份 | 標題                 | 歌手      | 角色                                                                             |
| ---- | -------------------- | --------- | -------------------------------------------------------------------------------- |
| 2014 | 男子漢               | 女神卡卡  | 比佛利嬌妻樂團（與麗莎·凡德龐、約蘭達·哈蒂德、卡爾頓·傑比亞和金·理查茲共同飾演） |
| 2023 | Fall in Love with Me | 摩根·韋德 | 與韋德飾演一對女同性戀情侶                                                       |

### 製作人
| 年份 | 節目       | 身份           | 備註   |
| ---- | ---------- | -------------- | ------ |
| 2018 | 美國真女子 | 聯合執行製作人 | 全11集 |

## 獎項與提名
| 年份 | 獎項         | 項目                            | 作品                    | 結果 |
| ---- | ------------ | ------------------------------- | ----------------------- | ---- |
| 1982 | 土星獎       | 最佳女配角                      | 森林中的觀察者          | 提名 |
| 1982 | 青年藝術家獎 | 最佳電影青年女演員              | 森林中的觀察者          | 提名 |
| 1984 | 青年藝術家獎 | 最佳電視電影青年女演員          | This Is Kate Bennett... | 提名 |
| 1985 | 青年藝術家獎 | 最佳有線電視節目青年演員/女演員 | 腳踏實地                | 提名 |
| 2019 | 全美民選獎   | 最佳電視實境明星                | 比佛利嬌妻              | 提名 |
| 2022 | MTV影視大獎  | 最佳嚇破膽演出                  | 月光光新慌慌：萬聖殺    | 提名 |
| 2022 | 全美民選獎   | 2022最佳電視實境明星            | 比佛利嬌妻              | 提名 |

## 著作
- 凱爾·理查茲. . 紐約: HarperOne. 2011年12月27日. ISBN 0062113488. ASIN: B00ANYP1HA.

## 外部連結
- 凱爾·理查茲在互联网电影资料库（IMDb）上的資料（英文）
- Kyle Richards Facebook page（页面存档备份，存于）